# Urrao Airport
Urrao Airport är en flygplats i Colombia.   Den ligger i departementet Antioquía, i den nordvästra delen av landet, 300 km nordväst om huvudstaden Bogotá. Urrao Airport ligger 1 860 meter över havet.
Terrängen runt Urrao Airport är huvudsakligen kuperad, men norrut är den bergig. Runt Urrao Airport är det glesbefolkat, med 16 invånare per kvadratkilometer. Närmaste större samhälle är Urrao, 1,4 km sydost om Urrao Airport. I omgivningarna runt Urrao Airport växer i huvudsak städsegrön lövskog.